# Mistrzostwa Nordyckie w piłce nożnej
Mistrzostwa Nordyckie w piłce nożnej (duń.: Nordisk Mesterskab, norw.: Nordisk Mesterskap, szwed.: Nordiska Mästerskapet, fiń.: Pohjoismaiden-mestaruusturnaus) – międzynarodowy turniej piłkarski, w którym udział brały reprezentacje krajów nordyckich. Pierwszy edycja turnieju była rozgrywana w latach 1924–1928 i uczestniczyły w niej Dania, Norwegia i Szwecja. Od drugiej edycji dołączyła Finlandia, zaś w ostatniej udział wzięły także reprezentacje Islandii i Wysp Owczych.

## Historia
Turniej został utworzony z inicjatywy Danii, chcącej w ten sposób zastąpić kontrakt wygasły w 1919 roku, pomiędzy związkami piłki nożnej Danii (DBU), Norwegii (NFF) i Szwecji (SvFF), według, którego drużyny narodowe tych trzech krajów, zobowiązują się do rozegrania dwóch meczów rocznie przeciwko sobie (każdy z każdym). Jako że ta idea nie była realizowana już od czterech lat, Duński Związek Piłki Nożnej w 35. rocznicę swojego istnienia, zorganizował pierwszą edycję turnieju, nazwanego Mistrzostwami Nordyckimi. Utworzono jedną grupę, składającą się z trzech drużyn. W ciągu pięciu lat trwania edycji, wszystkie reprezentacje miały zagrać przeciwko sobie pięć razy, rozgrywając w ten sposób 10 spotkań. Zwycięzcą pierwszej edycji, zakończonej w 1928 roku, została Dania.
Druga edycja turnieju została zorganizowana przez SvFF w 25. rocznicę jej powstania. Udział w niej wzięła także reprezentacja Finlandii. Czas trwania jednej edycji skrócono do czterech lat, a każdy zespół miał rozegrać 12 spotkań (po 4 przeciwko każdej drużynie, po 2 mecze u siebie i na wyjeździe). Drugą edycję wygrała Norwegia. Jednakże w kolejnych dziewięciu zwyciężyła Szwecja. Czwarty turniej, ze względu na wybuch II wojny światowej, został rozciągnięty w czasie na 10 lat (1937–1947).
Wraz z upływem lat turniej stracił na znaczeniu, a w 1985 roku zaprzestano jego rozgrywania. Wznowiono go na jedną edycję w latach 2000–2001. Oprócz czterech dotychczasowych uczestników, udział wzięły też drużyny Islandii i Wysp Owczych.

## Rezultaty
| Lata                | Puchar          |           | Zwycięzca | 2. miejsce | 3. miejsce         | 4. miejsce |
| 1924–1928 Szczegóły | Jubilæumspokal  | Dania     | Szwecja   | Norwegia   | Trzech uczestników |            |
| 1929–1932 Szczegóły | Guldkrus        | Norwegia  | Szwecja   | Dania      | Finlandia          |            |
| 1933–1936 Szczegóły | Nordiske Pokal  | Szwecja   | Dania     | Norwegia   | Finlandia          |            |
| 1937–1947 Szczegóły | Suomen Karhut   | Szwecja   | Dania     | Norwegia   | Finlandia          |            |
| 1948–1951 Szczegóły | DBU’s Vase      | Szwecja   | Dania     | Norwegia   | Finlandia          |            |
| 1952–1955 Szczegóły | SvFF:s pokal    | Szwecja   | Norwegia  | Dania      | Finlandia          |            |
| 1956–1959 Szczegóły | Eventyr og Lek  | Szwecja   | Norwegia  | Dania      | Finlandia          |            |
| 1960–1963 Szczegóły | SPL’s Pokal     | Szwecja   | Dania     | Norwegia   | Finlandia          |            |
| 1964–1967 Szczegóły | Fodboldspillere | Szwecja   | Dania     | Finlandia  | Norwegia           |            |
| 1968–1971 Szczegóły | SvFF:s pokal    | Szwecja   | Dania     | Norwegia   | Finlandia          |            |
| 1972–1977 Szczegóły | –               | Szwecja   | Dania     | Norwegia   | Finlandia          |            |
| 1978–1980 Szczegóły | –               | Dania     | Szwecja   | Norwegia   | Finlandia          |            |
| 1981–1985 Szczegóły | –               | Dania     | Szwecja   | Norwegia   | Finlandia          |            |
| 2000–2001 Szczegóły | –               | Finlandia | Islandia  | Dania      | Norwegia           |            |